# Victor Vicas
Victor Vicas (geboren als Victor Katz; * 25. März 1918 in Moskau; † 9. Dezember 1985 in Paris) war ein russisch-französischer Regisseur, Drehbuchautor, Produzent, Kameramann und Darsteller.

## Wirken
Aufgewachsen in Berlin und in Frankreich begann er dort seine Filmarbeit in den späten 1930er Jahren als Kameraassistent. Im Zweiten Weltkrieg wurde er eingezogen und geriet in deutsche Kriegsgefangenschaft. 1942 floh er aus einem Stammlager und gelangte in die Vereinigten Staaten, wo er für eine Filmeinheit der amerikanischen Armee tätig war.
1945 kehrte er nach Frankreich zurück und begann mit der Inszenierung von Dokumentarfilmen, ab 1953 von Spielfilmen. Von 1946 bis zu seinem Tod führte Vicas in zahlreichen Filmen Regie und schrieb für sie das Drehbuch. Für einige Filme war er auch als Produzent oder als Kameramann verantwortlich. In den Filmen Weg ohne Umkehr (1953) und Alchimie der Liebe (1957) trat er als Darsteller auf.
Seine Filme waren in der Regel ernste, im Alltag spielende Gegenwartsdarstellungen. Mit der deutschen Liebeskomödie Jack und Jenny (1963) konnte er die Erwartungen nicht erfüllen und erhielt danach nur noch einige Aufträge durch das Fernsehen.

## Filmografie
- 1953: Weg ohne Umkehr
- 1954: Das zweite Leben (Double destin)
- 1955: Herr über Leben und Tod
- 1956: Ein Schatten auf dem Dach (Je reviendrai à Kandara)
- 1957: Wo alle Straßen enden (The Wayward Bus) (nach dem Roman Autobus auf Abwegen von John Steinbeck)
- 1957: Der Ring der Gejagten (Count five and die)
- 1959: SOS – Gletscherpilot
- 1959: Jons und Erdme
- 1961: Zwei unter Millionen
- 1963: Jack und Jenny
- 1974: Mit Rose und Revolver (Les brigades du tigre)
- 1980: Johann Sebastians Bachs vergebliche Reise in den Ruhm
- 1981: Verführung wider Willen (Le calvaire d’un jeune homme impéccable)